# Allison corre nel buio
Allison corre nel buio  (titolo originale: The Chalk Girl) è un thriller della scrittrice statunitense Carol O'Connell pubblicato nel 2012. Lo stesso anno è uscito in Italia da Piemme.
Il libro è stato tradotto in varie lingue.

## Edizioni in italiano
- Carol O'Connell, Allison corre nel buio, traduzione di Maria Clara Pasetti, Piemme linea rossa, Milano 2012
- Carol O'Connell, Allison corre nel buio, traduzione di Maria Clara Pasetti, Piemme Bestseller, Milano 2013
- Carol O'Connell, Allison corre nel buio, traduzione di Maria Clara Pasetti, Piemme, Milano 2015 ISBN 978-88-566-4639-9